# حسين محمد سهيل
حسين محمد سهيل، شاعر سعودي، اسمه حسين محمد أحمد سهيل، ولد غرة رجب عام 1380 هـ الموافق 1960 في جزر فرسان التابعة لمنطقة جازان بالمملكة العربية السعودية.

## الدراسة والعمل
درس سهيل المرحلتين الابتدائية والمتوسطة بجزر فرسان، ثم التحق بمعهد إعداد المعلمين بجازان وحصل على على دبلوم التعليم عام 1398 هـ، ثم التحق بالكلية المتوسطة بجازان وحصل على دبلومها عام 1405 هـ، عمل سهيل في التدريس حيث بدأ مدرسا بالمدارس الابتدائية وتحفيظ القرآن، ثم عمل مديرا لمدرسة السقيد الابتدائية. ثم مديرًا لمدرسة ذات الصواري الابتدائية والمتوسطة برفسان من عام 1417هـ إلى 1423هـ، ثم عمل أمينا لمركز مصادر التعلم بمدرسة رسان المتوسطة والثانوية من عام 1423هـ إلى عام 1429هـ، وفي بداية عام 1429هـ ترك الأعمال الإدارية، وعاد معلمًا للغة العربية في مدرسة فرسان الابتدائية. 

## التجربة الثقافية والشعرية
شغل سهيل عضوية نادي جازان الأدبي، ونادي الصواري بفرسان، أما شعره فقد نشر أول قصيدة له عام 1400 هـ في مجلة اقرأ السعودية، ثم تابع النشر في معظم الصحف السعودية، كما وشارك في إحياء أمسيات شعرية بالمملكة العربية السعودية، وسجلت بعض قصائده لإذاعة الرياض.
أصدر سهيل ديوان شعري أسماه أشرعة الصمت عام 1990، وفاز بالجائزة الثالثة من نادي جازان الأدبي عن دراسة نقدية له عام 1407 هـ. كما صدر له ديوان آخر بعنوان: (وللأقمار باب) عن نادي جازان اأدبي عام 1419هـ/1999م.
أصدر كتاب بعنوان: (كسرات فرنسانية) عام 1419هـ/1999م عن شركة المدينة المنورة للطباعة والنشر.
صدر له ديوان (ذاكرة الشفق) عام 2016 بعد وفاته.
صدر له بعد وفاته كتاب (إبراهيم مفتاح ضوء من أعماق البحر) عام 2022.
«وسهيل يكتب الشعر العمودي والتفعيلي، والتجربتان ماثلتان في ديوانيه المطبوعين اللذين يكشفان عن شاعر مطبوع يمتلك أدواته الفنية، ويسعى جاهدًا إلى تجويد شعره، وممن كتبوا عن تجربته الشعرية: عمر طاهر زيلع، وإبراهيم مفتاح، وحسين بافقيه، وعبد الله بن سليم الرشيد وغيرهم». 

## وفاته
توفي حسين محمد سهيل في مستشفى الأمير محمد بن ناصر في مدينة جازان إثر مرض، وذلك غرة محرم عام 1438 هـ الموافق 2 أكتوبر 2016م.

## وصلات خارجية
- حسين سهيل.. أفرد أشرعة الصمت ورحل